# M/F Ternan
M/F Ternan – prom pasażerski należący do państwowej firmy Strandfaraskip Landsins z Wysp Owczych. Jednostka ta może pomieścić 95 lub 294 pasażerów oraz 20 samochodów osobowych. Eksploatację statku rozpoczęto w roku 1980, obsługuje on obecnie trasę między Thorshavn a Nólsoy.

## Historia

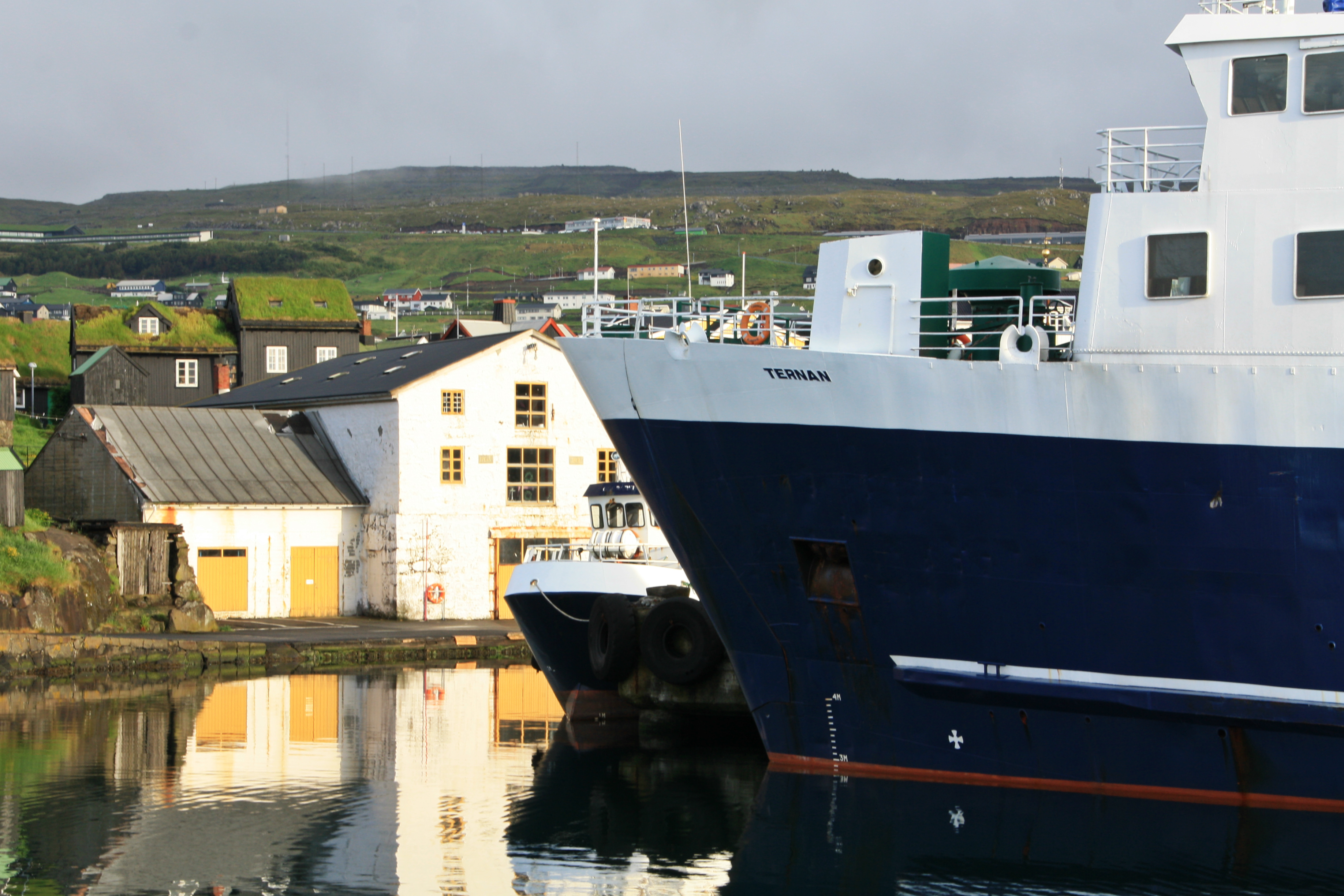
Ternan w porcie w 2013 roku.

Prom wybudowano w roku 1980 w mieszczącej się w Thorshavn na Wyspach Owczych stoczni Torshavnar Skipasmidja P/f. W czerwcu 1980 roku na życzenie rządu Wysp Owczych dostarczono go do Klaksvík. Rozpoczął wówczas kursowanie w ramach Strandfaraskip Landsins na nieistniejącej dziś trasie między Klaksvík a Leirvík. W 1995 pokonywał tę trasę jedynie w miesiącach zimowych, w lecie natomiast obsługiwał funkcjonującą wówczas linię między Vestmanna a Oyragjógv na wyspie Vágar. Było to wówczas jedyne połączenie większości miejscowości na Wyspach Owczych z lotniskiem. Przez pewien czas kursował także na trasie Skopun - Gamlarætt - Hestur. W 2000 roku przeszedł pierwszą renowację - wymieniono wówczas między innymi silniki. W 2003 przeszedł ponowną renowację. Od czasu ukończenia Vágatunnilin 10 grudnia 2002 roku, który połączył Streymoy z Vágar, przeprawa promowa między tymi wyspami stała się zbędna. Obecnie prom obsługuje trasę między Thorshavn a położonym w pobliżu Nólsoy na wyspie o tej samej nazwie.